# Batman: Arkham Asylum
Batman: Arkham Asylum és un videojoc d'acció/aventura, basat en l'univers de Batman, el personatge de DC Comics llençat l'agost de 2009.
El joc va ser desenvolupat per Rocksteady Studios i publicat per Eidos Interactive en conjunció amb Warner Bros. Interactive Entertainment.

## Desenvolupament
La història va ser co-escrita per Paul Dini (Batman: The Animated Series, Detective Comics), mentre que Wildstorm va elaborar les aparicions dels personatges. Compta amb el doblatge en anglès de Kevin Conroy com a Batman, Mark Hamill com a the Joker i Arleen Sorkin com a Harley Quinn en el joc, repetint el seu paper de veu de la llarga DC Animated Universe. Tom Kane s'uneix al repartiment com a Commissari Gordon, Amadeus Arkham i Warden Sharp. El joc està basat en la franquícia Batman de 70 anys com un tot i no està lligat a cap adaptació especial. Arkham funciona en el Unreal Engine 3 d'Epic Games. La versió de Windows fa servir el servei Windows Live de Microsoft, permetent al jugadors registrar una puntuació.